# Trịnh Tấn Thành
Trịnh Tấn Thành (sinh năm 1968 tại Đồng Tháp) là một cựu cầu thủ bóng đá người Việt Nam. Khi còn thi đấu, anh cùng với Huỳnh Quốc Cường là bộ đôi tấn công có nhiều đóng góp đưa CLB Đồng Tháp giành 2 chức vô địch quốc gia năm 1989 và 1996. Nhờ phong độ tốt, anh được HLV Weigang gọi tập trung cho đội tuyển Quốc gia Việt Nam thi đấu tại SEA Games 18 tại Chiangmai (Thái Lan) vào năm 1995 và giành được Huy chương bạc.
Sau khi giải nghệ anh xin việc tại Sở TDTT Đồng Tháp nhưng không được tuyển dụng với lý do đã hết biên chế. Anh đã có lúc phải làm nhiều việc khác nhau để mưu sinh như công nhân tỉa cây xanh, tài xế lái xe. Hiện anh đang làm việc cho Quỹ đầu tư và phát triển tài năng bóng đá Việt Nam (PVF) với nhiệm vụ phụ trách đội U-14.